# Mangeliidae
Mangeliidae, trước năm 2011 được xếp là Mangeliinae, là một họ nhỏ các ốc biển cỡ lớn, là động vật thân mềm chân bụng sống ở biển trong liên họ Conoidea. Chúng có quan hệ gần gũi với họ Raphitomidae.

## Phân loại
Dưới đây là danh sách các chi được xếp vào họ Mangeliidae:
- Acmaturris  Woodring, 1928
- Agathotoma  Cossman, 1899
- Anticlinura Thiele, 1934
- Antiguraleus Powell, 1942
- Apispiralia Laseron, 1954
- Apitua  Laseron, 1954
- Bactrocythara Woodring, 1928
- Bela Gray, 1847
- † Belidaphne Vera-Peláez, 2002
- Bellacythara McLean, 1971
- Benthomangelia Thiele, 1925
- Brachycythara  Woodring, 1928
- Cacodaphnella Pilsbry & Lowe, 1933
- Citharomangelia  Kilburn, 1992
- Cryoturris  Woodring, 1928
- Curtitoma Bartsch, 1941
- Cythara  Fischer, 1883  (nomen dubium)
- Cytharopsis A. Adams, 1865
- Eucithara  Fischer, 1883
- Euryentmema Woodring, 1928
- Genotina Vera-Peláez, 2004
- Gingicithara  Kilburn, 1992
- Glyphoturris  Woodring, 1928
- Granotoma Bartsch, 1941
- Granoturris Fargo, 1953
- Guraleus  Hedley, 1918
- Hemicythara  Kuroda & Oyama, 1971
- Heterocithara  Hedley, 1922
- Ithycythara  Woodring, 1928
- Kurtzia  Bartsch 1944
- Kurtziella  Dall, 1918
- Leiocithara  Hedley, 1922
- Liracraea  Odhner, 1924
- Lorabela Powell, 1951
- Macteola  Hedley, 1918
- Mangelia  Risso, 1826
- Marita  Hedley, 1922
- Mitraguraleus Laseron, 1954
- Neoguraleus  Powell, 1939
- Notocytharella  Hertlein & Strong, 1955
- Obesotoma Bartsch, 1941
- Oenopota Mörch, 1852
- Oenopotella A. Sysoev, 1988
- Papillocithara  Kilbu, 1992
- Paraguraleus  Powell, 1944
- Paraspirotropis Sysoev & Kantor, 1984
- Perimangelia  McLean, 2000
- Platycythara  Woodring, 1928
- Pleurotomoides  Bronn, 1831
- Propebela Iredale, 1918
- Pseudorhaphitoma  Boettger, 1895
- Pyrgocythara  Woodring, 1928
- Rubellatoma Bartsch & Rehder, 1939
- Saccharoturris  Woodring, 1928
- Sorgenfreispira Moroni, 1979
- Stellatoma  Bartsch & Rehder, 1939
- Suturocythara  Garcia, 2008
- Tenaturris  Woodring, 1928
- Toxicochlespira Sysoev & Kantor, 1990
- Venustoma Bartsch, 1941
- Vexiguraleus Powell, 1942
- Vitjazinella Sysoev 1988
- Vitricythara Fargo, 1953

Các chi đã chuyển sang họ khác
- Anacithara  Hedley, 1922 : sang họ Horaiclavidae
- Austropusilla  Laseron, 1954: sang họ Raphitomidae
- Belaturricula Powell, 1951 : sang họ Borsoniidae
- Clathromangelia Monterosato, 1884 : sang họ Clathurellidae
- Conopleura  Hinds, 1844 : sang họ Drilliidae
- Euclathurella  Woodring, 1928 : sang họ Clathurellidae
- Glyptaesopus  Pilsbry & Olsson, 1941: sang họ Borsoniidae
- Lienardia  Jousseaume, 1884 : sang họ Clathurellidae
- Lioglyphostomella  Shuto, 1970 : sang họ Pseudomelatomidae
- Otitoma Jousseaume, 1898: sang họ Pseudomelatomidae
- Paraclathurella  Boettger, 1895 : sang họ Clathurellidae
- Paramontana  Laseron, 1954 : sang họ Raphitomidae
- Pseudoetrema  Oyama, 1953 : sang họ Clathurellidae
- Thelecythara Woodring, 1928 : sang họ Horaiclavidae
- Turrella  Laseron, 1954 : sang họ Clathurellidae

Các dhi đồng danh pháp
- Canetoma Bartsch, 1941: syn. Propebela Iredale, 1918
- Cestoma Bartsch, 1941: syn.Propebela Iredale, 1918
- Cithara: syn. Cythara Schumacher, 1817
- Clathromangilia: syn.Clathromangelia Monterosato, 1884: sang họ Clathurellidae
- Clinuromella Beets, 1943: syn.Anticlinura Thiele, 1934
- Clinuropsis Thiele, 1929: syn. Anticlinura Thiele, 1934
- Cyrtocythara F. Nordsieck, 1977: syn. Mangelia Risso, 1826
- Cytharella Monterosato, 1875: syn.Mangelia (Cytharella) Monterosato, 1875
- Ditoma Bellardi, 1875: syn. Agathotoma Cossman, 1899
- Euguraleus Cotton, 1947: syn. Guraleus Hedley, 1918
- Fehria  van Aartsen, 1988 : syn. Bela Gray, 1847
- Funitoma Bartsch, 1941: syn. Propebela Iredale, 1918
- Ginnania Monterosato, 1884: syn. Bela'' Gray, 1847
- Lora Auctores non Gray, 1847: syn. Oenopota Mörch, 1852
- Mangilia Lovén, 1846: syn. Mangelia Risso, 1826
- Mangiliella  Bucquoy, Dautzenberg & Dollfus, 1883 : syn. Mangelia Risso, 1826
- Nematoma Bartsch, 1941: syn. Curtitoma Bartsch, 1941
- Nodotoma Bartsch, 1941: syn. Oenopota Mörch, 1852
- Pseudoraphitoma: syn. Pseudorhaphitoma Boettger, 1895
- Rissomangelia  Monterosato, 1917 : syn. Mangelia Risso, 1826
- Rugocythara  Nordsieck, 1977 : syn. Mangelia Risso, 1826
- Scabrella Hedley, 1918: syn. Asperdaphne Hedley, 1922
- Smithia Monterosato, 1884: syn. Smithiella Monterosato, 1890
- Smithiella  Monterosato, 1890 : syn. Mangelia Risso, 1826
- Thelecytharella  Shuto, 1969 : syn. Otitoma Jousseaume, 1898: sang họ Pseudomelatomidae
- Thetidos Hedley, 1899: syn. Lienardia Jousseaume, 1884: sang họ Clathurellidae
- Turritomella Bartsch, 1941: syn. Propebela Iredale, 1918
- Villiersiella Monterosato, 1890: syn. Mangelia Risso, 1826
- Widalli Bogdanov, 1986: syn. Curtitoma Bartsch, 1941
- Cythara Schumacher, 1817 (nomen dubium)